# الفوز للأكثر أصواتا
الفوز للأكثر أصواتاً هو أحد نظم التصويت الانتخابي حيث يستخدم في العديد من الدول لانتخاب حكوماتها. في هذا النظام يتم تقسيم الدولة إلى دوائر انتخابية وفي كل من هذه الدوائر يوجد مرشحين عن أحزاب سياسية مختلفة تتنافس فيما بينها على مقاعد برلمان هذه الدولة، وفي كل دائرة على حدة المرشح الحائز على أكبر عدد من الأصوات يفوز بالانتخابات.
من الدول التي تستخدم هذا النظام: المملكة المتحدة، كندا، الهند وجزئياً في الولايات المتحدة الأمريكية.